# Chlamydomyxaceae
Famille
Les Chlamydomyxaceae sont une famille d'algues de l'embranchement des Ochrophyta  de la classe des Synchromophyceae et de l’ordre des Chlamydomyxales.

## Étymologie
Le nom vient du genre type Chlamydomyxa, composé du préfixe chlamy- « cape, manteau » (du grec χλαμυ / chlamy, « qui porte une chlamyde », un manteau porté en Grèce antique), et du suffixe myxa, du grec μυξα / myxa « mucosité », littéralement « manteau muqueux », en référence à l'enveloppe de cellulose composée de plusieurs lames, qui entoure le corps de l'organisme, comme un manteau, et des fibres hyalines qui en émergent.

## Description
La substance corporelle de l'espèce type (holotype) Chlamydomyxa labyrinthuloides est enfermée dans une enveloppe de cellulose multi-laminée. Le contenu protoplasmique porteur de granules non nucléés émerge parfois, dégageant des ramifications effilées qui émettent de nombreuses fibres ramifiées hyalines, parfois coalescentes, formant une sorte de  « labyrinthe » plus ou moins complexe, le long duquel partent, depuis la masse centrale, de nombreux petits corpuscules globuleux flexibles et fusiformes.

## Liste des genres et espèces
Selon AlgaeBase (20 mars 2022) et World Register of Marine Species (20 mars 2022) :
- Chlamydomyxa W.Archer, 1875
  - Chlamydomyxa congolensis Kufferath
  - Chlamydomyxa labyrinthuloides W.Archer, 1875 holotype [2]
  - Chlamydomyxa laeteviridis Skvortsov
  - Chlamydomyxa montana Lancaster

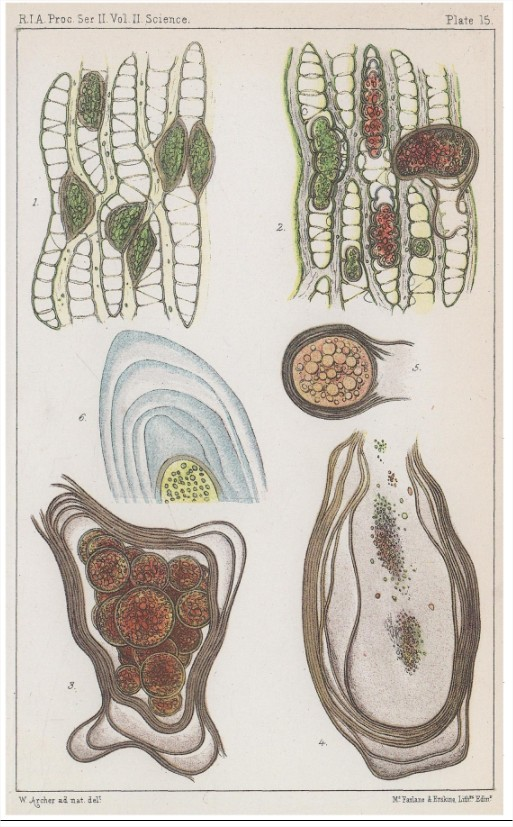
Chlamydomyxa labyrinthuloides Certains sont enkystés dans des feuilles de Sphaignes